# Liste der Bodendenkmale in Neißemünde
Die Liste der Bodendenkmale in Neißemünde enthält alle Bodendenkmale der brandenburgischen Gemeinde Neißemünde. Grundlage ist die Veröffentlichung der Landesdenkmalliste mit dem Stand vom 31. Dezember 2020. Die Baudenkmale sind in der Liste der Baudenkmale in Neißemünde aufgeführt.
| Gemarkung       | Flur | Kurzansprache                                                             | Bodendenkmalnummer | Bemerkung | Bild |
| --------------- | ---- | ------------------------------------------------------------------------- | ------------------ | --------- | ---- |
| Ratzdorf (Lage) | 1    | Siedlung Bronzezeit                                                       | 90153              |           |      |
| Ratzdorf (Lage) | 2, 3 | Siedlung römische Kaiserzeit, Gräberfeld Eisenzeit, Siedlung Urgeschichte | 90154              |           |      |
| Ratzdorf (Lage) | 2    | Dorfkern deutsches Mittelalter, Dorfkern Neuzeit, Siedlung Eisenzeit      | 90155              |           |      |
| Ratzdorf (Lage) | 2    | Siedlung Urgeschichte                                                     | 90156              |           |      |